# Barbara Lea
Barbara LeCoq (Detroit, 10 de abril de 1929 - 26 de diciembre de 2011), conocida como Barbara Lea, fue una cantante estadounidense de jazz, encuadrada en el ámbito del swing y del estilo dixieland. Presenta también influencias de Lee Wiley.

## Biografía
Empezó a cantar cuando aún iba al colegio en distintas orquestas de baile de Detroit, y luego con la orquesta de jazz de la facultad, los Crimson Stompers, en Harvard. En los años cincuenta trabajó en la costa este de los Estados Unidos, y grabó para los sellos Riverside (1955) y Prestige (1956-1957), contando con la colaboración de músicos como el trompetista Johnny Windhurst y los pianistas Billy Taylor y Dick Hyman. Durante los sesenta, trabajó como actriz de reparto y dio clases. En la década siguiente, cantó con Dick Sudhalter y Ed Polcer. Ya en los ochenta grabó para la compañía Audiophile.